# Prachi Desai
Pour les articles homonymes, voir Desai.
Prachi Desai née le 12 septembre 1988 est une actrice indienne de Bollywood dans des films en hindi, qui est devenue populaire grâce à son rôle de Bani Dixit dans la série Kasamh Se (titre international: The Promise).

## Biographie
Desai est née à Surate, au Gujarat, dans la famille de Niranjan Desai et Ameeta Desai. Elle a une sœur, Esha Desai.
Le 9 décembre 2007, Prachi Desai dit au The Times of India qu'elle a un lien avec les arts visuels: « Mon père et mon oncle ont travaillé dans plusieurs pièces. Mon oncle Mahesh joue toujours au théâtre. Mais moi, je n'avais rien à voir avec ça quand j'étais enfant. ».
Elle a étudié à St Joseph Convent, Panchgani et a terminé sa scolarité jusqu'à la neuvième année à Surat. Après cela, elle est allée à Pune pour des études supérieures. Elle a étudié au collège Sinhagad, Kondhwa à Pune.
L'actrice participe aux réunions des diplômés de son école et a également fait un don pour la rénovation de l'école.

## Carrière
Elle a commencé sa carrière télévisuelle en 2006 en tant que protagoniste du drame télévisé populaire Kasamh Se, diffusé sur Zee TV. En 2008, elle quitte la série, car c'était l'une des conditions de ses débuts à Bollywood dans le film Rock On !! (2008),. Prachi Desai a joué dans Kasamh Se jusqu'au 3 avril 2008, mais en 2009, elle est apparue dans le dernier épisode de la série. L'émission lui a valu plusieurs prix,, dont le prix Indian Telly Award de la meilleure actrice dans un rôle principal en 2007.
Parmi ses autres participations notables, il y a Life Partner (2009), Once Upon a Time in Mumbaai (2010), Bol Bachchan (2012), I, Me Aur Main (2013) et Policegiri (2014).
Elle est l'endosseuse, la porte-parole, l'ambassadrice et le visage de Goa Tourism et Neutrogena en Inde,,. Desai est également ambassadeur de la marque Lux Lyra.

## Vie privée
Prachi quelque temps avait une relation avec le réalisateur Rohit Shetty. Ils se sont rencontrés sur le tournage du film Bol Bachchan en 2012 et sont tombés amoureux l'un de l'autre. Pour Prachi, Rohit a quitté sa femme et ses deux enfants et ils ont commencé à vivre ensemble. Mais, deux ans plus tard, en 2014 le couple s'est séparé.